# Національна дорога 11 (Польща)
Національна дорога 11 (пол. Droga krajowa nr 11, DK11) — національна дорога класу GP в західній частині Польщі, довжиною 596 метрів км. Проходить меридіонально через такі воєводства: Західнопоморське, Великопольське, Опольське та Силезське.

## Швидкісна дорога S11
У майбутньому маршрут національної дороги № 11 від Кошаліна до перехрестя з автострадою A1 і сполучення зі швидкісною магістраллю S1 має бути швидкісною дорогою S11. Наразі на ділянці загальною протяжністю бл. 86,5 км має статус швидкісної.

## Міста на маршруті 11
- Колобжег
- Кошалін (DK6)
- Боболиці (DK25)
- Щецинек (DK20) — кільцева дорога S11
- Оконек
- Подґає (DK22)
- Ястрове (DK22)
- Піла (DK10) — кільцева дорога[2]
- Уйсьце — кільцева дорога (планується)
- Ходзеж
- Будзинь — кільцева дорога
- Рогозьно — кільцева дорога
- Оборники
- Познань (A2, S5, DK5, DK92) — західний та південний обхід
- Kórnik — кільцева дорога S11
- Środa Wielkopolska — кільцева дорога
- Мясково (DK15)
- Яроцин (DK12, DK15) — кільцева дорога S11 (частково)
- Плешев (DK12) — кільцева дорога
- Ostrów Wielkopolski (DK25, DK36) — кільцева дорога S11
- Антонін (DK25)
- Остшешув
- Кемпно — кільцева дорога S11
- Темрява (DK39)
- Бичина
- Ключборк (DK42, DK45) — об'їзд
- Олесно — кільцева дорога S11 (будується)
- Люблінець (DK46) — західний обхід
- Тарновські Гури (DK78) — кільцева дорога
- Битом (A1, DK78, DK79, DK88, DK94)